# Lista episcopilor Maramureșului
Această listă de episcopi ai Maramureșului își propune să menționeze toți episcopii care au avut jurisdicție asupra Maramureșului.
Nu sunt știri mai devreme de secolul al XIV-lea legate de organizarea unei vieți religioase în Maramureș. Abia începând cu acest secol, izvoarele atestă aici biserici și preoți români. La 1391 mănăstirea voievodală de la Peri este ridicată la rangul de stavropighie patriarhală, iar starețul primește  atribuții apropiate celor episcopale,  având o jurisdicție întinsă și peste nordul Transilvaniei. Scrisoarea patriarhului Antonie al IV-lea din 13 august 1391  amintește de ”arhiereii locali”. Cine erau aceștia?  
S-ar părea că este vorba de mitropolitul ortodox din Haliciu (Polonia de azi)  și de episcopii subordonați lui, dintre care cel mai apropiat era episcopul din Przemysl, unde trăiau mulți credincioși valahi, păstoriți la 1353 de episcopul Chiril Românul.   
În 1491 regele Vladislav al II-lea supune Maramureșul jurisdicției episcopului Ioan din Muncaci. Trei ani mai târziu,  în 1494, același rege cere ca egumenul mănăstirii Peri să fie supus episcopului din Muncaci și mitropolitului din Ardeal, pentru ca în 1498, regele să ceară autorităților comitatului să-l sprijine pe egumen împotriva amestecului ilegal al episcopului Ioan din Muncaci.  Dispozițiile acestea, contradictorii, precum și altele asemenea, au creat în următoarele două secole situații confuze și greu de înțeles, episcopii din Muncaci și (arhi)episcopii din Ardeal  revendicându-și fiecare jurisdicția asupra Maramureșului. 
La sfârșitul secolului al XVII-lea, începutul secolului al XVIII-lea în fața presiunilor calvine exercitate de autoritățile comitatului  și a celor greco catolice reprezentate de autoritățile imperiale,  episcopul Iosif Stoica reușește să consolideze  episcopia  ortodoxă. Stăpânirea austriacă va desființa această  episcopie ortodoxă în 1720 și va transfera din nou autoritatea  episcopilor greco catolici de la Muncaci. 
În 1856 parohiile românești reușesc să se desprindă de episcopia ruteană din Muncaci și sunt alipite la nou înființata Episcopie greco catolică de Gherla. În 1930 se înființează Episcopia greco catolică a Maramureșului, desființată în 1948 de autoritățile comuniste și reînființată în 1990.
La începutul secolului XX o parte din credincioșii din Săcel și Dragomirești revin la ortodoxie. După Marea Unire revin mai multe sate la ortodoxie (re)înființându-se protopopiatul ortodox Sighet, sub jurisdicția Episcopiei Vadului Feleacului și Clujului, iar în anul 1937 se (re)înființează Episcopia Ortodoxă a Maramureșului, cu sediul la Sighetul Marmației având 5 protopopiate: Cetatea de Piatră – Baia Mare, Sighet, Vișeu, Satu Mare, Sălaj – Carei, cu 87 de parohii.
În 1940 episcopia ortodoxă este desființată de autoritățile hortyste, este reactivată în 1944, desființată din nou, de această dată de autoritățile comuniste în 1948 și reînființată în 1990.
Azi în Maramureș există două episcopii: Episcopia Ortodoxă Română a Maramureșului și Sătmarului cuprinzând județele Maramureș și Satu Mare și Episcopia greco Catolică a Maramureșului cuprinzând județele Maramureș, parte din Satu Mare și parte din Suceava.  Ambele episcopii  au sediu în Baia Mare.

## Secolul al XIV-lea
- ”Arhierei locali”, probabil episcopii  Mitropoliei Ortodoxe de Halici.

## Secolul al XV-lea
- Ioanichie fost mitropolit al Belgradului, alungat de invazia turcilor, se stabilește la mănăstirea Peri și primește jurisdicție asupra Comitatului Maramureș, 1479[5]
- Ioan episcopul Muncaciului, 1491 - 1498[6].

## Secolul al XVI-lea
- Ladislau (Vladislav !) de Ardanhaza, episcopul Muncaciului, 1551 – 1556[7].
- Larion (Ilarion) episcopul Muncaciului, 1556 – 1567[8]
- Antonie de la Hust 1557 (cel mai vechi episcop maramureșean atestat documentar)[9].
- Ladislau de Sân-Miclăuș episcopul Muncaciului, 1567.[10]
- Vladislav II episcopul Muncaciului, 1568[11]
- Eftimie episcopul de la Bălgrad (devenit între 1574-1576, poate din pricina bătrâneții,  numai episcop de Vad), 1572 – 1574/76[12].
- Vladislav III episcopul Muncaciului , 1597 - 1601 [13].
- Spiridon episcopul Vadului, 1585 – 1599[14].

## Secolul al XVII-lea
- Serghie episcopul Muncaciului și al Maramureșului, fost egumen la mănăstirea Tismana, numit la cererea voievodului Mihai Viteazul, 1601 – 1616[15].
- Spiridon episcopul Vadului(cu jurisdicție în Maramureș și între 1585 – 1599) ” Eu Vlădica Spiridon de Ardeal și Maramurăș și celelalte părți din țara ungurească”, 1606, 1619[16].
- Silomon/ Silovan sau Silvan. Se pare că a fost episcop doar  al Maramureșului, probabil cu reședința la mănăstirea Peri, 1608 – 1615[17].
- Teofil de Prislop, episcop al Vadului Jurisdicția sa se întinde ”peste comitatele Turda, Doboca, Solnocul din lăuntru, Solnocul de mijloc, Maramurăș, Crasna, Bihor, și districtele Bistrița și Gurghiu”, 1615 – 1620[18].
- Ieremia episcopul Muncaciului, 1620 – 1621[19].
- Augustin din mănăstirea Vadului, ”episcop peste bisericile românești din comitatele Cluj, Doboca, Solnocul din lăuntru, Solnocul de Mijloc, Crasna, Bihor, Maramurăș și districtul Cetății de Piatră”, 1621[20].
- Dosoftei episcopul Vadului, ”vlădică în Ardeal și Maramurăș”, 1622, episcop doar al Maramureșului între 1634 – 1635/37.(Dosoftei a fost episcop al Vadului între 1622 – 1623 și mitropolit al Bălgradului între 1623 – 1627. După părăsirea scaunului arhieresc al Bălgradului  se retrage, în Maramureș. Nobilii  români îi promit sprijin pentru a fi recunoscut  ca episcop al Maramureșului în 1634, dar, principele Ardealului Gheorghe Rakoczi îl confirmă în funcție abia în 1635)[21].
- Petronie ”episcop al Muncaciului și Maramurășului”, 1623[22].
- Eftimie al II-lea, episcopul Vadului având  jurisdicția asupra comitatelor Turda, Cluj, Dăbâca, Crasna, Bihor, Sătmar, Maramureș, districtele Bistrița, Gurghiu și Chioar, Solnocul Interior, Solnocul Mijlociu, 1623 -1627[23].
- Ioan Gregorie ”episcop al Muncaciului și Maramurășului”, 1627 - 1633[24].
- Ghenadie Brad, mitropolitul Bălgradului, care avea ca ajutor în Maramureș pe popa  Ioan din Vișeul de Sus care se intitula  ”chipul vlădicesc din Maramures” (Meteș 179), sau ”chipul Vlădicăi lui Ghenadie de Bălgrad” (Ciple258/10), 1628[25].
- Benedict episcopul Vadului, 1631[26].
- Demetriu Pop preotul Moiseiului și episcop al preotilor de legea greceasca din comitat[27]. Popa Dumitru a folosit titulatura de episcop între anii 1637-1639 fără a fi sfințit și fără a primi diplomă princiară, fiind cu greu acceptat de către Congregația nobiliară, nerenunțând la titlul de preot, intitulându-se „presbyter possessionis Majszin et episcopus”, sau „episcopus Demetriu Pap presbyter”  (Ciple 261/13, 291/43,  Filipascu, 113), 1637 -1639[28].
- Vasile Tarașovici episcop al Muncaciului și Maramurășului, 1639 – 1640, 1641 – 1643, 1646 - 1648.[29].
- Ilie Iorest mitropolitul Bălgradului, 1641 – 1643.[30].
- Ioan Iusko episcopul Muncaciului și  Maramurășului, 1643 – 1645.[31].
- Silvestru fost egumen la Govora, episcop doar al Maramureșului, 1645 – 1646.[32].
- popa Sava cu reședința la mănăstirea Vadului, care în 1650 capătă drepturi episcopale în ” Solnocul Inferior și Mijlociu în Chioar în Sătmar și în Maramurăș”, 1650  - 1651.[33].
- Mihai Molodeț, 'episcop doar al Maramureșului ,1651 – 1659/62.[34].
- Sava Brancovici mitropolitul Bălgradului(1656-1680). A fost recunoscut de Congregația nobililor maramureșeni ca vlădică peste Maramureș abia în adunarea comitatului din 4 martie 1662. 1662 – 1680.[35].
- Teofan Mavrocordanti, Arhiepiscop și Mitropolit ”păzitor al religiei grecești din tara maghiară, în Munkacs, în țara Maramureșului, Berreg, în țara Sepeș (Sălaj)....” 1677.[36]
- Iosif Budai mitropolitul Bălgradului, 1681.[37].
- Metodie Racovețchi episcopul Muncaciului cu reședința la mănăstirea Uglea, 1686 - 1690.[38].
- Iosif Stoica (Sfântul ierarh Iosif Mărturisitorul)”episcop român al Maramurășului”,  1690 – 1711.[39].

## Secolul al XVIII-lea
- Iov Țirca, 1709–1710.[40].
- Serafim de Petrova, 1711 – 1714/15.  Deși nerecunoscut de autoritățile Comitatului după 1715, funcționează ca și episcop pînă la moartea sa întâmplată în 1722 ?[41].
- Andrei protopopul ierașului Cosău. Deși confirmat de autoritățile comitatului în 15 martie 1715, guvernul din Ardeal nu a recunoscut această alegere. [42].Nu știm dacă popa Andrei a fost hirotonit  sau a condus biserica tot din postura de protopop.
- Dosoftei Teodorovici, fost arhimandrit al mănăstirii de la Uglea, 1718 – 1735.[43].

Episcopia ortodoxă a fost desființată de autoritățile habsburgice în anul 1720, iar Maramureșul, prin decret imperial, intră din nou sub jurisdicția episcopilor de la Muncaci.. Deși actul îl oprește pe episcopul Dosoftei de la slujirea episcopală, autoritățile calvine ale Comitatului  Maramureș îl lasă pe Dosoftei să funcționeze până la moartea sa în 1735, tolerându-l și pe urmașul său, episcopul Gabriel din Bârsana, amintit într-un document la 1739.
- Gabriel/ Gavrilă de Bârsana, 1739.[45]

### Perioada greco-catolică cu episcopi ruteni de la Muncaci
- Ioan Iosif Hodermarszky 1715 - 1716[46]
- Gheorghe Ghenadie Bizantie, 1716 – 1733[46]
- Ștefan Olszavszky, 1733 – 1738[47]
- Gheorghe Blazsovszky , 1738 – 1742[48]
- Mihail Manuel Olszavszky,  1742 – 1767
- Ioan Bradacs, 1767 – 1772
- Andrei Bacsinszky, 1773 – 1809

## Secolul al XIX-lea
- Alexii Potsi 1821? – 1831
- Basilii Popovics 1838 - 1856

### Perioada greco-catolică cu episcopi de la Gherla
În 1856 parohiile românești se desprind de eparhia ruteană greco-catolică a Muncaciului fiind anexate la nou înființata eparhie de Gherla.
- Ioan Alexi, 1856 –  1863
- Ioan Vancea de Buteasa, 1865 – 1868
- Mihail Pavel, 1872 – 1879
- Ioan Sabo, 1879 – 1911

## Secolul al XX-lea
- Vasile Hossu, 1911 – 1916
- Iuliu Hossu 1917 – 1930

## Perioada greco-catolică cu episcopi de la Baia Mare
În 1930 se înființează Eparhia Greco Catolică de Maramureș, cu sediul la Baia Mare.                                   
- Alexandru Rusu, 1930 – 1948

Episcopia este desființată în 1948 de autoritățile statului și reînființată în 1990.
- Lucian Mureșan, 1990 – 1994
- Ioan Șișeștean, 1994 - 2011

### Secolul al XXI-lea
- Vasile Bizău, 2011 – prezent

## Trecerea la ortodoxie - secolul XX
La începutul secolului XX o parte din credincioșii din Săcel și Dragomirești trec la ortodoxie. După Marea Unire trec mai multe sate la ortodoxie înființându-se protopopiatul Sighet, sub jurisdicția Episcopiei Clujului
- Nicolae Ivan, 1921 – 1936, episcopul Vadului, Feleacului și Clujului

În anul 1937 se înființează Episcopia Ortodoxă a Maramureșului, cu sediul la Sighetul Marmației, având 5 protopopiate: Cetatea de Piatră – Baia Mare, Sighet, Vișeu, Satu Mare, Sălaj Carei. 
- Vasile Stan 1937 – 1945

Episcopia este desființată de autoritățile hortyste în 1940, iar episcopul Vasile Stan se refugiază la Sibiu. Episcopia își reia activitatea în 1944.
- Sebastian Rusan 1947 – 1948

În 18 septembrie 1948 Episcopia Maramureșului este desființată, iar parohiile trecute în jurisdicția Episcopiei de Oradea până în 1 februarie 1949. De la această dată protopopiatele Vișeu și Lăpuș au fost trecute la Episcopia Vadului Feleacului și Clujului. În 1968 odată cu reforma administrativă a țării pe județe, actualul județ Satu Mare va rămâne la Episcopia Oradiei, iar județul Maramureș (care va cuprinde și zona Lăpușului, Baia Mare și Chioar) este trecut la Episcopia Vadului Feleacului și Clujului
- Nicolae Colan, Episcopul Vadului Feleacului și Clujului între 1936 – 1957, cu jurisdicție în Maramureș în perioada 1936-1937,  1940 – 1944, 1949 - 1957
- Teofil Herineanu, Episcopul Vadului Feleacului și Clujului, 1957 – 1990

Episcop vicar
- Iustinian Chira Maramureșeanul, 1973 – 1990

În 1990 se reînființează Episcopia Ortodoxă a Maramureșului cu sediul la Baia Mare
- Iustinian Chira, 1990 – 2016

Arhiereu vicar
- Justin Sigheteanul 1994 – 2016  (din 2016 titular cu numele de Iustin Hodea )

### Secolul al XXI-lea
- Iustin Hodea, 2016 – prezent

Arhiereu vicar
- Timotei Sătmăreanul 2018 - prezent